# Морозов, Василий Иванович (1901—1985)
Василий Иванович Морозов (14 февраля 1901 года, пос. Осиповка, Оренбургская губерния — 23 января 1985 года, Ростов-на-Дону) — советский военный деятель, генерал-майор (11 июля 1945 года).

## Начальная биография
Василий Иванович Морозов родился 14 февраля 1901 года в посёлке Осиповка ныне Троицкого района Челябинской области.

## Военная служба

### Гражданская войны
В сентябре 1919 года призван в ряды РККА, после чего служил в 7-м Сибирском отряде особого назначения (5-я армия) в составе хозяйственной команды, комендантской команды и караульного батальона и принимал участие в боевых действиях против войск под командованием А. В. Колчака на Восточном фронте.

### Межвоенное время
В феврале 1922 года назначен на должность шифровальщика в штабе 5-й армии (Сибирский военный округ), а в июне 1924 года — на должность старшего шифровальщика в штабе 36-й Забайкальской стрелковой дивизии.
В феврале 1926 года Морозов переведён в Московский военный округ, где служил на должностях старшего шифровальщика и начальника 3-й части штаба 3-го стрелкового корпуса, а в феврале 1930 года переведён на ту же должность во 2-й стрелковый корпус.
В мае 1931 года назначен на должность преподавателя на Курсах усовершенствования начальствующего состава шифровальной службы при 8-м отделе Генштаба РККА, в январе 1932 года — на должность помощника начальника 10-го отдела штаба Белорусского военного округа, в апреле 1936 года — на должность начальника 10-го отдела штаба Харьковского военного округа, а в сентябре 1937 года — на должность начальника 6-го отделения штаба 57-го особого корпуса.
В 1938 году Морозов окончил факультет заочного и вечернего обучения Военной академии имени М. В. Фрунзе.
В сентябре 1939 года назначен начальником продовольственного отделения 78-й стрелковой дивизии (Сибирский военный округ), а в ноябре того же года — начальником оперативного отделения штаба 133-й стрелковой дивизии.

### Великая Отечественная война
В августе 1941 года В. И. Морозов направлен на учёбу на ускоренный курс Академии Генштаба РККА, после окончания которого в ноябре назначен на должность начальника штаба 58-й стрелковой бригады, формировавшейся в Абдулино (Приволжский военный округ). По завершении формирования бригада в декабре была передислоцирована на Волховский фронт, где заняла рубеж по реке Волхов, после чего в январе 1942 года принимала участие в боевых действиях в ходе Любанской наступательной операции. В марте полковник В. И. Морозов назначен командиром этой же бригады. 17 апреля в районе деревни Мостки был ранен и контужен, но не покинул поле боя.
17 июня 1942 года назначен на должность командира 165-й стрелковой дивизии, которая в районе Мясного Бора вела боевые действия по деблокаде 2-й ударной армии. 28 августа дивизия была переведена на другой оборонительный рубеж и в феврале 1943 года передислоцирована в район Тосно, после чего вела наступательные боевые действия по направлению на Вериговщину, в результате чего понесла значительные боевые потери и выведена в резерв. По завершении пополнения 20 июля дивизия под командованием В. И. Морозова была включена в состав 8-й армии, после чего вела боевые действия в ходе Мгинской наступательной операции и в сентябре была передислоцирована в район города Торопец. В октябре была включена в состав 3-й ударной армии, после чего вела боевые действия в районе Подлужье, а в январе 1944 года — в составе 6-й гвардейской армии в рамках Ленинградско-Новгородской наступательной операции вела наступление по направлению на Невель. 21 января 1944 года полковник В. И. Морозов «за невыполнение боевого приказа и ложную информацию» был снят с должности командира 165-й стрелковой дивизии, после чего находился в резерве Военного совета 2-го Прибалтийского фронта.
16 июня назначен на должность начальника штаба 29-й гвардейской стрелковой дивизии, которая вела боевые действия в ходе Режицко-Двинской наступательной операции и освобождении городов Опочка, Лудза, Резекне и Двинск.
9 августа 1944 года назначен на должность командира 22-й гвардейской стрелковой дивизии, которая участвовала в Мадонской и Рижской наступательных операциях и освобождении городов Рига и Салдус, а затем вела наступательные боевые действия по направлению на Шланкас, Намеки. 30 марта 1945 года дивизия заняла рубеж Зиемели, Дзинтари, Визуле, после чего участвовала в боевых действиях по ликвидации курляндской группировки войск.

### Послевоенная карьера
После окончания войны находился на прежней должности в Ленинградском военном округе, а 8 июля 1946 года назначен на должность заместителя командира 19-го гвардейского стрелкового корпуса.
В марте 1947 года направлен на учёбу на Высшие академические курсы при Высшей военной академии имени К. Е. Ворошилова, после окончания которых в апреле 1948 года назначен на должность командира 79-й стрелковой дивизии (Дальневосточный военный округ), дислоцированной в г. Александровск-Сахалинский. В апреле 1952 года освобождён от занимаемой должности и в июле того же года назначен на должность военного комиссара Челябинской области.
В мае 1954 года Морозов переведён в штаб Уральского военного округа, где назначен на должность заместителя начальника штаба по организационно-мобилизационным вопросам, а с февраля 1956 года — также на должность начальника Организационно-мобилизационного управления. 4 января 1958 года направлен в заграничную командировку с назначением на должность военного советника Организационно-мобилизационного управления Генерального штаба Румынской армии, по возвращении откуда 29 мая того же года назначен на прежнюю должность.
Генерал-майор Василий Иванович Морозов 28 июля 1962 года вышел в отставку. Умер 23 января 1985 года в Ростове-на-Дону.

## Награды
- Орден Ленина (21.2.1945);
- Четыре ордена Красного Знамени (8.3.1943, 3.11.1944, 6.6.1945, 15.11.1950);
- Орден Отечественной войны 1 степени (30.7.1944);
- Медали.